# چژکی
چژکی (به لهستانی:  Czyżyki) یک روستا در لهستان است که در گمینا خاینووکا واقع شده‌است.